# Darás Léna
Darás Léna Basa Györgyné, névvariáns: Darázs Léna (Budapest, 1926. február 26. – Veszprém, 1990. február 15.) magyar színésznő.

## Életpályája
1947-től népi kollégistaként a Horváth Árpád Színészkollégium diákja és a Színművészeti Főiskola hallgatója lett. 1949-től a debreceni Csokonai Színháznál indult pályája. 1963-ban nyilatkozta: 

„Debrecenben kezdtem — a Tamás bátya kunyhója darabban Elisa szerepével — majd Pesten a Vígszínházban voltam hét évig. Sok szerepem volt, gazdag, szép évek ezek…irodalmi színpadi szereplések és rendezések tették változatossá. És felfedeztem magamnak József Attilát…Most is rendezek a pesti Somlai Irodalmi Színpadon több műsort.”

 1951-től a Magyar Néphadsereg Színházában (ma: Vígszínház) szerepelt. 1956-os magatartása miatt 5 évig nem léphetett színpadra. 1963-tól haláláig a Veszprémi Petőfi Színház művésze volt. Karakter- és epizódszerepeket alakított. Előadóesteken is gyakran fellépett, és rendezéssel is foglalkozott.
Férje: Basa György színész, fia: Basa István bábművész, színész volt.

## Színházi szerepeiből
- Carlo Goldoni: A chioggiai csetepaté... Pasqua
- Edmond Rostand: Cyrano de Bergerac... Virágáruslány
- Harriet Beecher Stowe: Tamás bátya kunyhója... Elisa
- Nyikolaj Vasziljevics Gogol: Leánynéző... Dunyácska
- Friedrich Dürrenmatt: A fizikusok... Lina Rose
- Bertolt Brecht: Koldusopera... Öreglány
- Jaroslav Hašek: Svejk... Müllerné
- Horia Lovinescu: Egy művész halála... Aglaia, házvezetőnő
- Jacques Deval – Nádas Gábor – Szenes Iván: Potyautas... Aline
- Csokonai Vitéz Mihály: Az özvegy Karnyóné s két szeleburdiak... Tündér
- Jókai Mór: Szegény gazdagok... özvegy papné
- Szerb Antal: Ex... Emerita
- Móricz Zsigmond: Nem élhetek muzsikaszó nélkül... Kisvicákné
- Gáspár Margit: Ha elmondod, letagadom... Virág Márta
- Gyárfás Miklós: Kényszerleszállás... Postáskisasszony
- Kodolányi János: Földindulás... Weintraubné
- Köves József – Balázs Árpád – Baranyi Ferenc: Nyakigláb, Csupaháj, Málészáj... Bíróné

## Önálló estjeiből
- Tennessee Williams-est (Ujlaky Károllyal közösen)[4]
- „Ki-ki magában áll a föld szívén”[5]

## Filmes és televíziós szerepei
- Vince
- Pesti háztetők
- Isten őszi csillaga (1963)
- Isten hozta, őrnagy úr! (1969)
- Krebsz, az isten (1970)
- Gyula vitéz télen-nyáron (1970)... Táncosnő a filmben
- A hasonmás (1971)
- Szikrázó lányok (1974)... munkásnő
- Megtörtént bűnügyek

- Gyilkosság Budán című rész (1974)... Boltosné
- Kenyér és cigaretta (1975)... Zotyó anyja
- Ékezet (1977)
- ...hogy magának milyen mosolya van! (1977)... Nagyanya
- Cigánykerék (1978)... Gábor anyja
- A kedves szomszéd (1979)
- Majd holnap (1980)... Házmesternő
- A legnagyobb sűrűség közepe (1981)
- Ideiglenes paradicsom (1981)
- Nyolcadik stáció (1984)
- Higgyetek nekem! (1985)... Szomszédasszony
- Bernarda Alba háza (1987)... Pontia
- Szomszédok (sorozat)

- 12. rész (1987)... Vásárló a szupermarketben
- Eszmélet (1989)